# Щеврик антарктичний
Ще́врик антарктичний (Anthus antarcticus) — вид горобцеподібних птахів родини плискових (Motacillidae). Ендемік архіпелагу Південної Джорджії. Це єдиний співочий птах, що мешкає в Субантарктиці, єдиний горобцеподібний птах, що мешкає на Південній Джорджії та один з небагатьох не морських птахів регіону.

## Опис
Довжина птаха становить 16,5 см, розмах крил 23 см. Подібно до інших щевриків, антарктичний щеврик має переважно коричневе забарвлення, вузький чорний дзьоб і рожеві лапи з довгими кігтями. Верхня частина тіла птаха має темно-коричневе забарвлення, поцятковане рудувато-коричневими смужками. Нижня частина тіла світліша, з меншою кількістю смужок. Хвіст чорнувато-коричневий з сірими краями. Виду не притаманний статевий диморфізм. Молоді птахи мають тьмяніше забарвлення, особливо нижньої частини тіла.

## Поширення і екологія
До недавнього часу антарктичні щеврики зустрічалися лише на дрібних, позбавлених щурів острівцях біля узбережжя Південної Джорджії, зокрема на острові Пріон. Після проведення успішної кампанії з дератизації на островах були знищені всі інвазивні хатні миші (Mus musculus) і сірі пацюки (Rattus norvegicus). У 2015 році науковці зафіксували перший випадок гніздування на основному острові архіпелагу.
Антарктичні щеврики гніздяться на луках, серед купин звичайного туссока (Poa flabellata) і відкладають в середньому 4 яйця в рік. Живляться дрібними комахами і павуками, яких шукають в траві, а також на морських узбережжях. Антарктичні щеврики майже позбарвлені природних ворогів, за винятком фолклендських поморників (Stercorarius antarcticus), які іноді полюють на щевриків. Незважаючи на це, лише невелика кількість молодих птахів переживає першу зиму.

## Збереження
МСОП класифікує цей вид як такий, що не потребує особливих заходів зі збереження. За оцінками дослідників, популяція антарктичних щевриків становить від 9 до 12 тисяч птахів. Імовірно, популяція виду зросла після проведення кампанії з дератизації.